# JayR Tinaco
JayR Tinaco (nacido el 5 de enero de 1989) es un actor australiano, conocido por su papel de Zayn Petrossian en la serie de Netflix Another Life y el Dr. Xyler en Space Force.

## Primeros años
Tinaco nació en Manila, Filipinas, y creció en Queensland, Australia.
Al principio de su carrera, los agentes le dijeron a Tinaco que necesitaba hacer más "actuación hetero". Tinaco luego le dijo a Variety: "Cuando eres un actor que comienza y tienes un agente que te dice esto, quieres escuchar porque quieres triunfar y quieres trabajar".

## Carrera
Tinaco comenzó una carrera trabajando en la industria hotelera en Sydney. En 2009, ganó su primer papel televisivo interpretando a un estudiante atrapado en dos episodios de la serie australiana Home and Away. Entre 2012 y 2015, Tinaco apareció en cortometrajes como The Life Again de Simone Pietro Felice, Showboy de Samuel Leighton-Dore (en el que interpreta a una drag queen) y The Wake de Leigh Joel Scott. En 2016, apareció en dos episodios de la serie australiana Rake.
Tinaco se mudó a Canadá para perseguir sus sueños de actuación a principios de 2017. En septiembre de 2018, Tinaco se unió a Katee Sackhoff, Tyler Hoechlin, Justin Chatwin, Samuel Anderson y Elizabeth Ludlow en la serie estadounidense Another Life, transmitida por Netflix. Tinaco interpreta a Zayn Petrossian, el médico militar no binario a bordo de la nave espacial Salvare. Esta duró dos temporadas desde 2019 hasta 2021. El mismo año, Tinaco apareció como anfitrión del restaurante en la película de Netflix Quizás para siempre.
Tinaco también aparece como Dr. Xyler en la segunda temporada de la serie de Netflix Space Force, que se estrenó en febrero de 2022.

## Vida personal
Tinaco no es binario. Con respecto a sus pronombres en inglés, dice: "Todavía me identifico con los pronombres he/his/him en mi vida personal, pero tengo amigos que me llaman 'they' o incluso 'she' y estoy de acuerdo con eso".

## Filmografía

### Películas
- 2015: Drown de Dean Francis: Dan
- 2019: Quizás para siempre de Nahnachka Khan: Huésped de Saintly Fare
- 2021: El canto del cisne de Benjamin Cleary: Alex

### Televisión
- 2009: Home and Away: estudiante atrapado (2 episodios)[8]
- 2016: Rake: Qi (2 episodios)[8]
- 2019-2021: Another Life: Zayn Petrossian (20 episodios).[2]
- 2020: A Million Little Things: Stevie (1 episodio)
- 2022: Space Force: Dr Xyler[9]